# Berrya papuana
Berrya papuana är en malvaväxtart som beskrevs av Elmer Drew Merrill och Perry. Berrya papuana ingår i släktet Berrya och familjen malvaväxter. Inga underarter finns listade i Catalogue of Life.